# Scott Goldblatt
Scott Goldblatt, né le 12 juillet 1979 à Scotch Plains (New Jersey), est un nageur américain.

## Biographie
Aux Jeux olympiques d'été de 2000 à Sydney, Jamie Rauch remporte la médaille d'argent à l'issue de la finale du relais 4 × 200 m nage libre en compagnie de Josh Davis, Jamie Rauch et Klete Keller. Lors des Jeux olympiques d'été de 2004 à Athènes, il remporte le titre olympique en participant aux séries du 4 × 200 m nage libre.